# Tổng thống Cộng hòa Dân chủ Congo
Tổng thống Cộng hòa Dân chủ Congo (tiếng Pháp: Président de la République démocratique du Congo, tiếng Swahili: Rais wa Jamhuri ya Kidemokrasia ya Kongo, tiếng Lingala: Mokonzi wa Republíki ya Kongó Demokratíki) là nguyên thủ quốc gia của Cộng hòa Dân chủ Congo và tổng tư lệnh các lực lượng vũ trang.
này đã thay đổi qua nhiều năm, từ vai trò chia sẻ hạn chế trong ngành hành pháp, với một thủ tướng, đến một chế độ độc tài toàn diện. Theo hiến pháp hiện hành, Tổng thống tồn tại như một thể chế cao nhất trong một nước cộng hòa bán tổng thống. Tổng thống được bảo vệ bởi Vệ binh Cộng hòa.
Nhiệm vụ hiến pháp của tổng thống hiện tại, Joseph Kabila, sẽ hết hạn vào ngày 20 tháng 12 năm 2016 nhưng đã được ông gia hạn đến cuối năm 2017 và ông tiếp tục ở lại cho đến khi cuộc bầu cử tổng thống được tổ chức vào tháng 12 năm 2018 khi Félix Tshisekedi đã được bầu và nhậm chức vào ngày 24 tháng 1 năm 2019.

## Hệ thống bầu cử
Tổng thống Cộng hòa được bầu với nhiệm kỳ năm năm, có thể gia hạn một lần trong hệ thống đầu tiên sau khi sửa đổi vào tháng 1 năm 2011 của Điều 71 của Hiến pháp. Nó đã được tổ chức trong hai vòng nếu không có ứng cử viên nào chiếm đa số tuyệt đối trong lần đầu tiên.
Điều 72 quy định rằng các ứng cử viên phải có quốc tịch Congo và ít nhất ba mươi tuổi.
Theo Điều 65 của Hiến pháp, Tổng thống vẫn còn tại vị cho đến khi kết thúc nhiệm kỳ, ngoại trừ trường hợp bất khả kháng được Tòa án Hiến pháp công nhận và tuyên bố, phải trùng với việc tiếp quản hiệu quả của người kế nhiệm được bầu. Nếu nhiệm kỳ tổng thống hết hạn mà không có tổng thống mới được bầu, tổng thống sắp mãn nhiệm sẽ giữ nguyên vị trí cho đến khi tổ chức bỏ phiếu.

## Danh sách các nguyên thủ quốc gia từ 1960–nay
(Ngày in nghiêng chỉ ra de facto tiếp tục chức vụ)
| Cộng hòa Congo (1960–1964)         | Cộng hòa Congo (1960–1964) | Cộng hòa Congo (1960–1964)   | Cộng hòa Congo (1960–1964) | Cộng hòa Congo (1960–1964) | Cộng hòa Congo (1960–1964) | Cộng hòa Congo (1960–1964)                                       | Cộng hòa Congo (1960–1964)      | Cộng hòa Congo (1960–1964)                   |
| No.                                | No.                        | Tên                          | Tên                        | Nhiệm kỳ                   | Bầu cử                     | Bắt đầu                                                          | Kết thúc                        | Đảng phái                                    |
| ---------------------------------- | -------------------------- | ---------------------------- | -------------------------- | -------------------------- | -------------------------- | ---------------------------------------------------------------- | ------------------------------- | -------------------------------------------- |
| Tổng thống                         |                            |                              |                            |                            |                            |                                                                  |                                 |                                              |
|                                    | 1                          | Joseph Kasa-Vubu             |                            | 1910–1969                  | —                          | 1 tháng 7 năm 1960                                               | 1 tháng 8 năm 1964              | ABAKO                                        |
|                                    | —                          | Antoine Gizenga (tranh chấp) |                            | 1925–2019                  | —                          | 31 tháng 3 năm 1961                                              | 5 tháng 8 năm 1961              | Parti Solidaire Africain (Phe Gizenga)       |
| Cộng hòa Dân chủ Congo (1964–1971) |                            |                              |                            |                            |                            |                                                                  |                                 |                                              |
| Tổng thống                         |                            |                              |                            |                            |                            |                                                                  |                                 |                                              |
|                                    | (1)                        | Joseph Kasa-Vubu             |                            | 1910–1969                  | —                          | 1 tháng 8 năm 1964                                               | 24 tháng 11 năm 1965            | ABAKO                                        |
|                                    | 2                          | Joseph-Désiré Mobutu         |                            | 1930–1997                  | 1970                       | 24 tháng 11 năm 1965                                             | 27 tháng 10 năm 1971            | Quân sự / Phong trào Phổ biến Cách mạng      |
| Cộng hòa Zaire (1971–1997)         |                            |                              |                            |                            |                            |                                                                  |                                 |                                              |
| President                          |                            |                              |                            |                            |                            |                                                                  |                                 |                                              |
|                                    | (2)                        | Mobutu Sese Seko             |                            | 1930–1997                  | 1977 1984                  | 27 tháng 10 năm 1971                                             | 16 tháng 5 năm 1997             | Phong trào Phổ biến Cách mạng                |
| Cộng hòa Dân chủ Congo (1997–nay)  |                            |                              |                            |                            |                            |                                                                  |                                 |                                              |
| Tổng thống                         |                            |                              |                            |                            |                            |                                                                  |                                 |                                              |
|                                    | 3                          | Laurent-Désiré Kabila        |                            | 1939–2001                  | —                          | 17 tháng 5 năm 1997                                              | 16 tháng 1 năm 2001 (bị ám sát) | Độc lập                                      |
|                                    | 4                          | Joseph Kabila                |                            | 1971–                      | 2006 2011                  | 26 tháng 1 năm 2001 Quyền Tổng thống từ ngày 17 tháng 1 năm 2001 | 24 tháng 1 năm 2019             | Độc lập / Đảng Nhân dân Tái thiết và Dân chủ |
|                                    | 5                          | Félix Tshisekedi             |                            | 1963–                      | 2018                       | 24 tháng 1 năm 2019                                              | Đương nhiệm                     | Liên minh vì Dân chủ và Tiến bộ Xã hội       |